# Leni Björklund
Leni Björklund (ur. 5 lipca 1944 w Sztokholmie) – szwedzka polityk, działaczka Szwedzkiej Socjaldemokratycznej Partii Robotniczej, od 1999 do 2002 sekretarz generalna Kościoła Szwecji, w latach 2002–2006 minister obrony.

## Życiorys
Absolwentka nauk społecznych na Uniwersytecie w Uppsali, kształciła się również w zakresie teologii. Pracowała jako asystentka w instytucie pedagogicznym, a także jako konsultantka i ekspertka w rządowych instytucjach zajmujących się edukacją. Dołączyła do Szwedzkiej Socjaldemokratycznej Partii Robotniczej, była m.in. wiceprzewodniczącą partii w regionie Sztokholm. W latach 1977–1979 pełniła funkcję komisarza miejskiego w Järfälli, a od 1980 do 1989 była komisarzem rady regionu Sztokholm. W 1989 wycofała się z działalności politycznej, objęła wówczas stanowisko dyrektora w SPRI, instytucie zajmującym się problematyką zdrowotną. Następnie, od 1999 do 2002, pełniła funkcję sekretarza generalnego Kościoła Szwecji.
W październiku 2002 powołana na urząd ministra obrony w rządzie Görana Perssona. Stanowisko to zajmowała do października 2006, będąc pierwszą kobietą w Szwecji pełniącą tę funkcję.